# アスディバインディオス
『アスディバインディオス』は、ケムコより発売されたゲームソフト。iOS・Android・PlayStation 4、PlayStation Vita・Xbox One・Nintendo Switch・Steam向けに配信されている。

## あらすじ
精霊神イザヨイによって創造された世界「アスディバイン」。人間の憎しみや争いは世界に「ケガレ」を生じさせ、イザヨイはそれを「浄化」してきた。
イザヨイは人間たちに対する興味を失っていたが、ある日、1人の人間がアスディバインに「異変」を引き起こした。

## 登場人物
イザヨイ
声 - 緑川光
主人公。「アスディバイン」を創造した精霊神。外見年齢は19歳。
アスディバインの美しい自然と精霊たちを愛しており、人間に対する関心は失っている。
世界を襲った異変により魔力の大部分を失った。
アイリス
声 - 小林桂子
イザヨイに連なる3柱の精霊の1柱「光の精霊」。外見年齢は16歳。
人間と親しく交わっており、人間世界に詳しい。
ミネル
声 - 山村響
イザヨイに連なる3柱の精霊の1柱「闇の精霊」。外見年齢は17歳。
情報収集と分析に優れている。妄想癖がある。
フレイヤ
声 - 森樹里
イザヨイに連なる3柱の精霊の1柱「調和の精霊」。外見年齢は22歳。
3柱の中では一番の年長者であり、実年齢は1000歳を超える。
ユーシャ
声 - 柿沼拓実
武力と知力を兼ね備えたギルドの精鋭。19歳。
フレイヤに命を助けられた過去がある。方向音痴。
オディウム
声 - 北山恭祐
異変を引き起こした人物。神への復讐に燃えている。31歳。
デルニエ
声 - ???
異変の元凶。神を憎んでいたオディウムの前に現れ、オディウムの凶行を助ける。
受付嬢
声 - さいとうよしえ
イザヨイ（プレイヤー）に様々な超常現象（サービス）を提供する。